# Локвица (дем Амфиполи)
Вижте пояснителната страница за други значения на Локвица.
Локвица (на гръцки: Μεσολακκιά, Месолакия, до 1927 Λακκοβίκια, Λακοβίκια, Лаковикия) е село в Егейска Македония, Гърция, част от дем Амфиполи, област Централна Македония.

## География
Селото е разположено в югозападните склонове на планината Кушница (Пангео). Край селото са запазени два каменни моста – Горният Локвишки мост и Долният Локвишки мост.

## История

### Етимология
Според Йордан Н. Иванов името Лаковикия е лъковит < лъка с т' > к'.

### В Османската империя
В края на XIX век Локвица е голямо гръцко село в кааза Зъхна на Османската империя. Александър Синве ("Les Grecs de l’Empire Ottoman. Etude Statistique et Ethnographique"), който се основава на гръцки данни, в 1878 година пише, че в Лаковикия (Lakovikia) живеят 1800 гърци. В селото работи училище. В „Етнография на вилаетите Адрианопол, Монастир и Салоника“, издадена в Константинопол в 1878 година и отразяваща статистиката на населението от 1873 година, Локвица (Lokvitsa) е посочено като село с 246 домакинства и 715 жители гърци. В 1889 година Стефан Веркович (Топографическо-этнографическій очеркъ Македоніи) отбелязва Локвица (Луковикя) като село с 206 гръцки къщи.
Георги Стрезов в 1891 година определя Лъкотинче като гръцко село и пише:
| „ | Зъхненско има най-плодородна почва; селата по долината на Анджиска и покрай Пърнар дават най-мното и най-добро качество памук, който специално се обработва в селата Лъковик, Кюпкьой, Витачища и Кормища. | “ |

Към 1900 година според статистиката на Васил Кънчов („Македония. Етнография и статистика“), населението на Локвица (Луковикя) брои 1400 гърци.
В края на XIX век в селото има училище.

### В Гърция
В 1913 година селото попада в Гърция след Междусъюзническата война в 1913 година.
В 1916 година българските окупационни войски разграбват и опожаряват селото.
В 1927 година селото е прекръстено на Месолакия. Нова Локвица (Νέα Μεσολακκιά) в 2001 година има население от 436 души. Долна Локвица (Офринио) е отделно селище в съседния дем Кушница.
| Име                       | Име          | Ново име   | Ново име  | Описание                                |
| ------------------------- | ------------ | ---------- | --------- | --------------------------------------- |
| Колякас                   | Κόλιακας     | Аетос      | Άετός     | връх в Кушница ЮЗ от Локвица (368,9 m)  |
| Куру дере                 | Κουρού Ντερέ | Ксерорема  | Ξερόρεμα  | река в Кушница ЮИ от Локвица            |
| Куру тепе                 | Κουρού Τεπέ  | Ксерокорфи | Ξεροκορφή | връх в Кушница ЮИ от Локвица (742 m)    |
| Караагач                  | Καραγάτς     | Птелея     | Πτελέα    | връх в Кушница ЮИ от Локвица (882,8 m)  |
| Сулищо                    | Σουλιστο     | Митес      | Μύτες     |                                         |
| Гърково                   | Γκέρκοβα     | Герос      | Γέρος     | връх в Кушница СИ от Локвица            |
| Чауш Керан или Чауш Киран | Τσαούς Κεράν | Лохиас     | Λοχίας    | връх в Кушница СИ от Локвица (1125,5 m) |
| Груни                     | Γκρούνι      | Макрирема  | Μακρύρεμα | река в Кушница И от Локвица             |
| Бескуди или Брекуди       | Μπρεκούδι    | Синорон    | Σύνορον   | връх в Кушница ССИ от Локвица (661,2 m) |